# 7z
在计算机科学中，7z是一种可以使用多种压缩算法进行数据压缩的档案格式。该格式最初被7-Zip实现并采用，但是这种档案格式是公有的，并且7-Zip软件本身亦在GNU寬通用公共許可證 (GNU LGPL)协议下开放源代码。目前LZMA软件开发工具包的最新版本為v19.00。
7z格式的MIME类型为application/x-7z-compressed.

## 特色与高性能
7z格式的主要特色有：
- 开源且模块化的组件结构（允许使用任何压缩，转换或加密算法）
- 高压缩比率（使用不同的压缩演算法會有不同的結果）
- 使用AES-256加密
- 支持超大文件（最大支持到16EB）
- Unicode文件名支持
- 支持固实压缩（英语：Solid compression），容許內類的檔案在用一個串流中壓縮，使類似的內容被有效的壓縮。
- 壓縮檔檔头壓縮
- 支援多執行緒壓縮
- 支援分割壓縮

### 加密
7z格式支持256位键钥AES算法加密。键钥则由用户提供的口令（密码短语）进行SHA-256hash算法得到。SHA-256执行218 (262144)次（这种技术称为密钥延伸），使得对口令的暴力解码更加困难。当前基于GPU的或是自制硬件限制了这种密钥延伸的有效性，所以选择一个强口令仍然很重要。7z格式提供了选项可以加密文件名。

## 压缩
该格式的开發结构允许添加标准以外的压缩算法。
现在支持以下算法：
- LZMA - 改良和优化算法后的LZMA最新版本，使用马尔可夫链／熵信息编码和Patricia trie。
- LZMA2 - 經過改良後的LZMA算法，支援更多 CPU 執行緒。
- PPMD - 基于Dmitry Shkarin之上的算法2002 PPMdH（PPMII/cPPMII）并加以优化：PPMII是1984年的PPM压缩算法（英语：Prediction by partial matching）（局部匹配思想是开创）的进阶版本。
- BCJ（英语：BCJ (algorithm)） - 32位x86可执行文件转换程序，参见LZMA。对短程jump操作和调用操作的目标地址进行压缩。
- BCJ2 - 32位x86可执行文件转换程序，参见LZMA。对jump操作，调用操作和有条件jump操作的目标地址进行单独压缩。
- Bzip2 - 标准BWT算法。Bzip2使用（更快的）哈夫曼编码和（更强的）熵信息编码。
- DEFLATE - 标准LZ77-based算法。

## 算法的实现
下列压缩软件支持7z文件格式：
- 7-Zip和p7zip
- IZArc
- PowerArchiver
- QuickZip
- Squeez
- TUGZip
- WinRAR
- ZipGenius
- EZ 7z
- Bandizip